# Fort Gregg-Adams
Fort Lee, conocido como Fort Gregg-Adams desde 2023 hasta 2025, es un lugar designado por el censo situado en el condado de Prince George, Virginia, Estados Unidos. Según el censo de 2010 tenía una población de 3.393 habitantes.

## Demografía
Según el censo del 2000, Fort Gregg-Adams tenía 7.269 habitantes, 1.401 viviendas, y 1.223 familias. La densidad de población era de 336,1 habitantes por km².
De las 1.401 viviendas en un 72,8%  vivían niños de menos de 18 años, en un 70,0%  vivían parejas casadas, en un 14,3% mujeres solteras, y en un 12,7% no eran unidades familiares. En el 11,4% de las viviendas  vivían personas solas el 0,1% de las cuales correspondía a personas de 65 años o más que vivían solas. El número medio de personas viviendo en cada vivienda era de 3,27 y el número medio de personas que vivían en cada familia era de 3,53.
Por edades la población se repartía de la siguiente manera: un 27,9% tenía menos de 18 años, un 34,0% entre 18 y 24, un 35,8% entre 25 y 44, un 2,1% de 45 a 60 y un 0,2% 65 años o más.
La edad media era de 22 años. Por cada 100 mujeres de 18 o más años  había 132 hombres.
La renta media por vivienda era de 36.325$ y la renta media por familia de 40.197$. Los hombres tenían una renta media de 27.511$ mientras que las mujeres 19.459$. La renta per cápita de la población era de 12.448$. En torno al 6,3% de las familias y el 7,6% de la población estaban por debajo del umbral de pobreza.

## Localidades adyacentes
El siguiente diagrama muestra las localidades más próximas a Fort Lee.